# Робот и Монстр
«Робот и Монстр» (англ. Robot and Monster) — американский мультсериал, который создали Дэйв Пресслер, Джошуа Стернин и Джеффри Вентимилья. Премьера состоялось 4 августа 2012 года. Мультсериал начал производство в 2009 году и был заказан на 26 эпизодов в 2010 году. В 2012 году мультсериал начал показываться на телеканале Nickelodeon. С 2013 по 2015 год начали показываться оставшиеся эпизоды сериала, но две серии («Лучшая Марфоловка» и «Враньё Монстра») не были. Однако, несмотря на это они были выпущены на DVD в 2014 году со всеми эпизодами первого сезона.
В августе 2011 года Дэйв Пресслер подтвердил в своём блоге о том, что мультсериал продлили на 2-й сезон, который должен состоять из четырнадцати эпизодов. Были подтверждены 2 эпизода этого сезона — получасовой эпизод «Blimp Pirates» с участием папы Робота и эпизод «Best in Marf». Канал Nickelodeon был ещё за шоу после окончания производства первого сезона и планировал выпустить второй сезон, потому что имеется 26 эпизодов из первого сезона и полностью готовые 14 из нового сезона. В настоящее время не имеется никаких упоминаний о дате выхода второго сезона.

## Персонажи

### Главные герои
- Робот Дефолт (англ. Robot Default) — оранжевый робот. Мечтает стать изобретателем. Боится леденцов и кукол. По жизни неудачник, когда он делает что-то, то происходят неудачи (некоторые из-за Монстра). Хочет навредить Гарту.
- Монстр Крумольц (англ. Monster Krumholts) — фиолетовый монстр. Монстр — оптимист, который живёт под девизом: «Хорошие вещи случаются с хорошими людьми».
- Марф (англ. Marf) — домашний питомец Монстра. Он представляется, как собака и всегда говорит «марф». В серии «Ну же, Марф, говори!», Марф проявляет свои обиды и становится злым домашним питомцем. Боится мистера Вилли.
- Гарт Дефолт (англ. Gart Default) — глава завода по созданию мигающих лампочек, где работают Робот и Монстр. Брат Робота. Жадный, уважает только себя. В детстве они с Роботом часто играли в «камень, ножницы, бумагу» и Робот, из-за его вилоподобных рук всегда проигрывал Гарту. Однако позже, в зрелом возрасте, он прикрепил к руке кусок бумаги и таким образом победил брата.
- Ого (англ. Ogo) — самоназванный лучший друг Робота и Монстра. У него есть много идей, которые раздражают Монстра и Робота. Имеет аллергию на бекон. В одной из серий выясняется, что он хороший актёр.

### Другие персонажи
- ДжейДи (англ. JD) — подруга Робота и Монстра с большими руками и грудью. Всегда появляется со Спитфайр.
- Спитфайр (англ. Spitfire) — робот-скутер. Лучшая подруга ДжейДи.
- Несси (англ. Nessie) — продавщица в кафе, где продают бекон. В одной серии она говорит, что если бы не Робот и Монстр, которые съедают почти половину её запасов, она давно бы разорилась.
- Лев Крумольц  (англ. Lev Krumholts) — отец Монстра. В серии «Хорника» выясняется, что у него ненастоящие рога.
- Мастер Грэбмирист (англ. Master Grabemirist) — сэнсэй.
- Арпа (англ. Arpa) — мать Робота и Гарта. Уделяет больше времени Гарту.
- Глобита (англ. Globitha) — младшая сестра Монстра. Обожает Робота.
- Дядя Каффли (англ. Uncle Cuffley) — дядя Монстра. Полицейский.
- Перри (англ. Perry) — один из роботов. У Перри неисправно лицо. Он всегда улыбается и все думают, что он счастлив. Все над ним издеваются, из-за этого он грустит и его лицо до сих пор улыбается.
- Гизмо (англ. Gizmo) — сумасшедший двоюродный брат Робота и Гарта. Находится в психушке.
- Панч Морли (англ. Punch Morley) — работник на фабрике мигающих лампочек. Раньше играл в поло, но теперь он умелец. Страдает частыми провалами в памяти.
- Мистер Вилли (англ. Mr. Willie) — домовладелец дома Робота и Монстра. Он ненавидит всё, особенно танцы.
- Кручёные Топчонки (англ. Twisted Tops) — сперва воображаемый друг Монстра, но потом выясняется, что он существует и, что он хотел вечно быть ребёнком. Всегда кидает конфетти за собой.
- Лил Гайкинатор (англ. Lil Lugnuts) — детский герой мультфильмов, которые раньше смотрели Робот и Монстр. Когда закрыли его шоу, то он стал преступником.
- Бриклин Дефолт (англ. Bricklin Default) — отец Робота и Гарта. Должен был появиться в получасовом эпизоде второго сезона «Blimp Pirates», но упоминался в сериях «Хорника» и «Вечеринка». Объединил включатель и выключатель света, создав мигающие лампочки.
- Принц Крадограда (англ. Prince of Kralohrad) —
- Одри (англ. Audrey) — беконовое дерево Монстра.
- Робо Онo (англ. Robo Ono) — дочь мастера Грэбмириста. Ужасно поет, но Монстру нравится. Появилась исключительно в эпизоде «Хит Монстра».

## Список серий

### 1 сезон (2012—2015)
| №   | Название                  | Русское название          | Дата показа США  | Дата показа РФ  | Сюжет | Код производства | Зрители США (миллионы) |
| --- | ------------------------- | ------------------------- | ---------------- | --------------- | --- | ---------------- | ---------------------- |
| 1a  | Monster’s Great Escape    | Великий побег Монстра     | 4 августа 2012   | 1 апреля 2013   | Робот пытается загладить детскую шутку и помогает Монстру стать мастером побега. Но как оказалось — это и есть шутка. | 101a             | 2.9                    |
| 1b  | Game Boys                 | Игровые парни             | 4 августа 2012   | 1 апреля 2013   | Монстр хочет предложить Роботу сыграть в игру — Поло. Однако, Робот не хочет в неё играть. | 102a             | 2.9                    |
| 2a  | Between Brothers          | Между братьями            | 11 августа 2012  | 8 апреля 2013   | Гарт постоянно обижает Робота, и он расстроился. В итоге Монстр пригласил Гарта на ужин, чтобы их помирить. | 102b             | N/A                    |
| 2b  | Safety First              | Безопасность прежде всего | 11 августа 2012  | 8 апреля 2013   | После травмы в заводе лампочек, Робот и Монстр хотят снять фильм про безопасность. | 107a             | N/A                    |
| 3a  | How to Train Your Marf    | Как обучить Марфа         | 18 августа 2012  | 15 апреля 2013  | Поведение Марфа ухудшилось. Однако, несмотря на это Робот и Монстр пытаются обучить его. В итоге оказалось, что это совсем не Марф, а другой питомец тётки, которую Робот и Монстр встретили на улице и питомец был Нарф, а не Марф.                                                      | 109a             | N/A                    |
| 3b  | Blinking Light            | Мигающий свет             | 18 августа 2012  | 15 апреля 2013  | Гарт уезжает на награждение за жадность и оставляет Робота за главного на заводе мигающих лампочек. | 109b             | N/A                    |
| 4a  | The Blimp                 | Дирижабль                 | 25 августа 2012  | 22 апреля 2013  | Робот и Монстр хотят купить дирижабль, но в них слишком много жира и потому им надо перестать есть бекон. | 103a             | 2.5                    |
| 4b  | Come On, Get Happy        | Веселись до упаду         | 25 августа 2012  | 22 апреля 2013  | Монстр стал грустным, из-за того, что Перри счастливее него. Робот пытается сделать счастливым Монстра опять… или сделать Перри несчастным. | 103b             | 2.5                    |
| 5a  | Nobody Panic              | Сохраняем спокойствие     | 1 сентября 2012  | 29 апреля 2013  | | 104a             | 2.5                    |
| 5b  | Adventures in Babysitting | Приключения няни          | 8 сентября 2012  | 29 апреля 2013  | Монстр хочет провести день со своей сестрёнкой, но она все время бросает его и идёт к Роботу, которому нужно работать. | 104b             | 2.5                    |
| 6a  | Speeding Ticket           | Превышение скорости       | 15 сентября 2012 | 12 июня 2013    | Робот и Монстр превысили скорость на дирижабле и им выписали штраф. Чтобы от него избавиться, они обращаются к дяде Монстра, Каффли, но он не настроен помочь им. | 105a             | 2.6                    |
| 6b  | Hornica                   | Хорника                   | 9 ноября 2012    | 12 июня 2013    | Лев (папа Монстра) хочет сделать Монстра новым королём Хорники, но у него от волнения отпали рога. | 105b             | 2.6                    |
| 7a  | Cheer Up Wheelie          | Не вешать нос             | 10 ноября 2012   | 19 июня 2013    | | 113a             | 2.2                    |
| 7b  | Ogo’s Friend              | Друг Ого                  | 11 ноября 2012   | 19 июня 2013    | На заводе лампочек Гарт сказал что нужно изобрести двухцветную мигающую лампочку. И Робот собирается сделать это, но его отвлёк Ого и сломал чип процессор Робота для лампочки. И Робот сихнул Ого на свою конкурентку Люси. Однако, у Люси свои планы…                                   | 114b             | 2.2                    |
| 8a  | Biker Girls               | Байкерши                  | 12 ноября 2012   | 26 июня 2013    | ДжейДи поссорилась со Спитфайр. Переселившись к Роботу и Монстру ДжейДи устраивает бардак. Робот делает все, чтобы они помирились. | 108a             | 2.4                    |
| 8b  | The Prince of Scamtown    | Принц Крадограда          | 17 января 2013   | 26 июня 2013    | Монстру надо заплатить счета, но он отдает все деньги одному незнакомцу, который сказал, что он Принц Крадограда и отдаст Монстру тележку золота. | 108b             | 2.4                    |
| 9a  | Pinball Wizard            | Фокусник                  | 24 января 2013   | 18 октября 2013 | Монстр нашёл новое хобби — пинбол (метать мяч). Роботу грустно, что у Монстра нет времени на испытание изобретений, но оказывается — всё это он делал для него. | 106b             | 1.7                    |
| 9b  | Speak Marf Speak          | Ну же, Марф, говори!      | 31 января 2013   | 18 октября 2013 | Робот и Монстр не понимают что говорит Марф. И тогда Робот изобрёл Марфо-переводчик. Однако, Марф заметил, что Робот и Монстр не уважают его. | 116b             | 1.7                    |
| 10a | Security Risk             | Техника безопасности      | 7 марта 2013     | 25 октября 2013 | Робота и Монстра обворовывают и Робот идет на самые крайние меры, чтобы остаться в полной безопасности. | 110a             | 2.4                    |
| 10b | Ogo’s Birthday            | День рождения Ого         | 8 марта 2013     | 25 октября 2013 | Ого приглашает Робота и Монстра к себе на праздник, но Робот обманывает его и они с Монстром идут на выставку Отходов. Позже, у них просыпается совесть и они идут к нему. Выясняется, что никакого Дня рождения не было и кроме них Ого никого не приглашал.                             | 110b             | 2.4                    |
| 11a | Doctor? No!               | Доктор? Нет!              | 9 марта 2013     | 1 ноября 2013   | Из-за укуса Марфа у Робота появилась болячка и ему надо пойти к доктору или он превратится в мима. Но он боится… конфет! | 120a             | 2.0                    |
| 11b | Monster Invention         | Монстр-изобретатель       | 10 марта 2013    | 1 ноября 2013   | Монстр хотел почесать голову, но не мог дотянуться. Он случайно соединил вилку с палкой, из за чего все полюбили его, как изобретателя. Но Робот не оценил его творение ведь это он изобретатель.                                                                                         | 116a             | 2.0                    |
| 12a | Litterbug                 | Грязнуля                  | 21 мая 2013      | 18 марта 2014   | Робот по случайности намусорил на улице. И его решают осудить и по приговору выдать наказание, в виде шлепка по руке. Но Монстр, будучи адвокатом, старается защитить Робота. | 112a             | 2.8                    |
| 12b | Model Citizen             | Образцовый гражданин      | 14 мая 2013      | 25 марта 2014   | Робот стал новым эталоном красоты, из-за чего ДжейДи начала использовать голову. | 112b             | 2.8                    |
| 13a | Grandma’s Day Out         | Выходной с бабушкой       | 28 мая 2013      | 1 апреля 2014   | Гарт спихивает свою чокнутую бабушку на Робота, но она сбегает и устраивает погром в городе. | 115a             | 2.5                    |
| 13b | Spare Robot               | Запасной Робот            | 11 июня 2013     | 8 апреля 2014   | Роботу надоело делать сложные задания и он изобретает Робота-Бота для их выполнения. | 115b             | 2.5                    |
| 14a | Apartment 3 1/2           | Жилец квартиры 3 1/2      | 18 июня 2013     | 15 апреля 2014  | Монстр говорит Роботу, что он видел Кручённые Топчонки. Но Робот ему не верит и думает, что Монстр просто не может стать взрослым и решает это исправить. В итоге оказывается, что это не так.                                                                                            | 121a             | 2.6                    |
| 14b | Don’t! Walk!              | Не Ходить!                | 12 июля 2013     | 13 августа 2014 | Дядя Каффли выписывает Монстру штраф из-за чего ему запрещено передвигаться по улице пешком. И Монстр решает получить права на ходьбу обратно, но учителем является его Дядя, который учит его и остальных учеников очень строго.                                                         | 121b             | 2.6                    |
| 15a | Lil' Lugnuts              | Лил Бегенатор             | 19 июля 2013     | 13 августа 2014 | Робот и Монстр встречают своего любимого героя детства Лила Бегенатора. Но Робот узнает, что их герой стал преступником и пытается скрыть это от Монстра. | 119a             | 2.7                    |
| 15b | Letterology               | Буквология                | 7 июля 2014      | 20 августа 2014 | Монстр покупает книгу по буквологии, которая предсказывает судьбу по количеству бугров на языке. Монстр узнает, что Роботу предстоит проснуться в беде и не дает ему спать, а Роботу нужно выступить на конференции.                                                                      | 119b             | 2.7                    |
| 16a | The Party                 | Вечеринка                 | 8 июля 2014      | 20 августа 2014 | | 117a             | 2.7                    |
| 16b | First Impressions         | Первые впечатления        | 9 июля 2014      | 20 августа 2014 | Робот понимает, что по первому впечатлению он никому не нравится, а Монстр нравится всем. Поэтому Робот создал эликсир, из-за которого он всем нравится, чтобы впечатлить самого лучшего изобретателя, который ищет ученика.                                                              | 117b             | 2.7                    |
| 17a | Game On                   | Игра продолжается         | 10 июля 2014     | 27 августа 2014 | Робот и Монстр записались на самую жестокую игру «Ой, это больно», куда записались ДжейДи и Спитфайр. И чтобы сохранить дружбу, пытаются проиграть им. | 118a             | 1.7                    |
| 17b | Bad News Baconeers        | Плохие новости Беконьеров | 11 сентября 2014 | 27 августа 2014 | Сестренка Монстра, Глобита организовала свою детскую команду по Поло, чьими тренерами стали Робот и Монстр. А Гарт чтобы насолить брату организовал свою команду из лучших игроков города, которые оказались не теми.                                                                     | 118b             | 1.7                    |
| 18a | Anger Management          | Управление гневом         | 12 сентября 2014 | 4 сентября 2014 | У Монстра появилась болезнь — Ночное бешенство. Он начинает громить город во сне. А все из-за невысвобожденного гнева. И чтобы прекратить Монстру, надо научиться злиться. | 122a             | 1.5                    |
| 18b | Family Business           | Семейный бизнес           | 13 сентября 2014 | 4 сентября 2014 | Роботу надоело, что его семья не уважает его и нанимается на фабрику Немигающих лампочек. Однако он в одном шаге от того, чтобы отдать его хозяину формулу мигающих лампочек. И чтобы этого не случилось, Монстр хочет научить Арпу, Гарта и Бабушку уважать Робота.                      | 122b             | 1.5                    |
| 19a | The Bacon Tree            | Беконовое дерево          | 16 октября 2014  | 10 апреля 2015  | Монстр и Робот решают завести свои собственные беконные деревья. И в отличие от Робота, беконовое дерево у Монстра выращивает очень вкусный бекон, благодаря тому, что он относился к нему с любовью. Но позже дерево ожило и решило уничтожить Монстра и Робота и их знакомых.           | 106a             | 1.6                    |
| 19b | The Dark Night            | Тёмная ночь               | 23 октября 2014  | 10 апреля 2015  | | 120b             | 1.6                    |
| 20a | The Package               | Доставка                  | 30 октября 2014  | 17 апреля 2015  | Робота и Монстра попросили доставить посылку, в которой находилась оторванная рука. Они решили попросить помощи у Дяди Каффли, так как они подумали, что эта доставка будет очень опасной. Но оказалось, что это не так.                                                                  | 123a             | 2.1                    |
| 20b | Ogo’s Cool                | Ого крут                  | 7 ноября 2014    | 17 апреля 2015  | Ого облучил себя излучателем крутости Робота и все пришли к нему на вечеринку. Но Робота и Монстра он не пригласил, поэтому они пытаются проникнуть к нему, как сам он постоянно поступал.                                                                                                | 123a             | 2.1                    |
| 21a | Super Pole                | Супер поло                | 8 ноября 2014    | 24 апреля 2015  | | 124a             | 1.6                    |
| 21b | Boomerang                 | Бумеранг                  | 9 ноября 2014    | 24 апреля 2015  | Робот хочет отплатить Гарту за унижения, но Монстр хочет доказать Роботу, что карма сама накажет Гарта. | 124b             | 1.6                    |
| 22  | Baconmas                  | Рожбекство                | 31 декабря 2014  | 7 января 2015   | Наступило Рожбекство и Монстр решил, что будет лучше отпраздновать этот праздник обоим семьям. Но из-за семьи Робота прямо в праздник начинается скандал. | 111              | 2.1                    |
| 23a | J.D. Loves Gart           | ДжейДи влюбилась в Гарта  | 10 ноября 2014   | 1 мая 2015      | | 125a             | 0.13                   |
| 23b | Misery Date               | Ужасное свидание          | 11 января 2015   | 1 мая 2015      | | 125b             | 0.13                   |
| 24a | Dirty Money               | Грязные деньги            | 12 января 2015   | 8 мая 2015      | Робот хочет купить смехо-палочку, но у него нет денег. Он находит 86 долларов, и они с Монстром начинают о них спорить. | 114a             | N/A                    |
| 24b | What J.D. Wants           | Чего хочет ДжейДи         | 13 января 2015   | 8 мая 2015      | | 107b             | N/A                    |
| 25a | A Better Marf Trap        | Лучшая Марфоловка         | 14 января 2015   | 15 мая 2015     | В серии рассказывается о том, как у Монстра и Робота появился питомец. Они стали замечать, что у них пропадает еда и всё из-за того Марфа и они решают его выманить из-за норы за диваном. Но в конце-концов, они решают оставить его себе, так как они собирались его выпустить на волю. | 101b             | N/A                    |
| 25b | Monster Lie               | Враньё Монстра            | 7 февраля 2015   | 15 мая 2015     | Перри изобрел отвратительный одеколон, однако Монстр соврал, что он замечательный. И Перри уволился и решил открыть фабрику одеколона. | 113b             | N/A                    |
| 26  | Monster Hit               | Хит Монстра               | 14 февраля 2015  | 22 мая 2015     | Монстр и Робот решили записать свою собственную песню, которая в итоге стала самым популярным хитом. Но Мастер Гребмирист хочет, чтобы Монстр выступал с его дочкой. Из-за этого они поссорились. И теперь, Робот пытается восстановить дружбу.                                           | 126              | N/A                    |

### 2 сезон (Не вышел в эфир)
В августе 2011 года Дэйв Пресслер подтвердил в своём блоге, что мультсериал продлили на второй сезон, в котором должно быть 14 эпизодов. Несмотря на то, что были произведены все 14 эпизодов нового сезона и Nickelodeon не против, он по-прежнему остаётся невыпущенным в эфир. Также были подтверждены 2 эпизода этого сезона — «Blimp Pirates» и «Best in Marf». 1 мая 2014 года была выпущена раскадровка серии «Best in Marf», которую залил на Vimeo Рой Меурин.
| №   | Название      | Сюжет | Код производства | Зрители США (миллионы) |
| --- | ------------- | ----- | ---------------- | ---------------------- |
| ТВА | Blimp Pirates |       | 201              | N/A                    |
| ТВА | Best in Marf  |       | 2??              | N/A                    |